# Hogsty Reef
Hogsty Reef est un atoll corallien (non-volcanique) inhabitée du sud des Bahamas administrativement relié au district de Mayaguana. Il est situé entre Great Inagua (au sud) et les îles d'Acklins (au nord). 

## Géographie
C'est plus grand atoll de l'Océan Atlantique. 
Il est composé de deux petites îles ressemblant à un banc de sable. La lagune est peu profonde. 

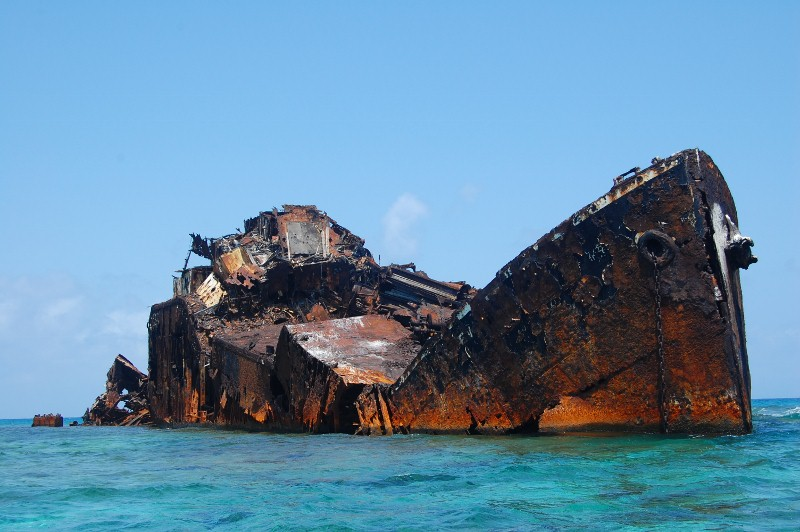
SS Richmond P. Hobson

Deux épaves marquent cet atoll. La première est un liberty ship américain datant de la seconde guerre mondiale nommé Trebišnjica (ex-SS Richmond P. Hobson (en)) qui a échoué sur la partie nord du récif le 17 juillet 1963. La seconde, sur la partie sud du récif, est plus récente et porte le nom de Lady Eagle.

## Phare
On y trouve aussi la présence d'une balise automatique de signalisation maritime, près d'un ancien cairn conique peint en rouge. En mai 2019, la balise et l'ensemble de la structure avaient disparu.